# American roots music
American roots music или при сохранении контекста просто roots music — музыкальная концепция, категория и ривайвалистская культура, развившаяся в конце 1990-х годов. Охватывает исполнителей и коммерческие записи первой половины XX века в таких жанрах как блюз, кантри, фолк, госпел, блюграсс и ряде других, а также более современных артистов и их работы, сохраняющие преемственность с ранним музыкальным традициям США. Категория является метафорой аутентичности, попыткой объяснить эту музыку широкой молодёжной аудитории и одновременно противопоставляет её коммерческим мейнстримовым формам соответствующих жанров. Стала популярной на волне успеха художественного фильма «О, где же ты, Брат?» (2000) Братьев Коэнов и документального сериала телеканала PBS American Roots Music (2001). С 2010 года в рамках премии «Грэмми» создана одноимённая область из нескольких номинаций, а в Музыкальном колледже Беркли — отдельный учебный курс.

## Описание
В основе концепта American roots music лежит идея о том, что несколько ранних, прежде разрозненных и локальных американских музыкальных традиций можно объединить в единое наследие и национальный канон. Концепция является попыткой переосмыслить восприятие, маркетинг и потребление такой музыки. Упрощая историю, опуская контексты возникновения жанров и прочие нюансы, сделать музыку понятной неискушенной, но любопытствующей массовой аудитории — прежде всего молодёжной. Вместо деления на многочисленные и понятные лишь знатокам жанры, напротив, объединить эту музыку в единую внежанровую категорию (например, в одной секции магазина или домашней рекорд-коллекции). Как отмечает музыковед Фабиан Холт, сама по себе эта категория по сути является метафорой неизменной со временем аутентичности и перекликается с такими понятиями как «истоки», «наследие» «преемственность» и «общность».
Центром концепта, как правило, считаются кантри, блюз и фолк; жанры, возникшие после 1960 года, а также Tin Pan Alley и джаз обычно в качестве таковых не рассматриваются. В то же время критики Роберт Сантелли и Холли Джордж-Уоррен относят к ранним формам roots music и зайдеко, техано, каджун, рокабилли, равно как музыку коренных американцев. Музыкальный колледж Беркли в своём тематическом учебном курсе рассматривает также образцы первой половины XX века такой музыки как ранний джаз, ранний госпел, олд-тайм, полька, спиричуэлс и вестерн-свинг. Согласно музыковеду Джеймс Пероуну, жанры, которые описываются термином roots music прежде рассматривались как самостоятельные, однако комплексные взаимоотношения между ними в прошлом (например, между кантри и каджуном), делают некоторые жанровые разграничения достаточно искусственными и надуманными. Группировка таких жанров в единую категорию в противовес взгляду на них как на совершенно отдельные сущности, упрощает изучение связей, имевшихся, например, между сельским блюзом и ранней музыкой кантри.
Концепт roots music строится вокруг легендарных артистов и записей, сделанных ими в упомянутых жанрах многие десятилетия назад, а также отголосков таких записей в более современной музыке. В этом свете категория охватывает две группы исполнителей и музыкальных работ:
- ранние легенды таких жанров и каноничные работы, созданные ими в первой половине XX века (с момента появления коммерческих записей в 1920-е годы и до эпохи рок-н-ролла)[2]. Они послужили корнями (англ. roots) всей последующей коммерческой популярной музыки[7]. Это ранние классики вроде Ледбелли, The Carter Family, Роберта Джонсона, Джимми Роджерса, Вуди Гатри, Вилли Диксона или Мадди Уотерса[8]. Такие артисты в силу своей роли стали частью национального музыкального канона, хотя обычно добивались мимолётного или ограниченного коммерческого успеха (за рядом исключений вроде Уотерса)[9].
- более поздние артисты и работы (после возникновения рока), вдохновленные аутентичным звучанием ранних музыкантов[2]. Продвигая такое звучание, они поддерживают связь музыки с её корнями, а их деятельность также называют roots revival[10]. Это фолк-рокеры Боб Дилан и Нил Янг, кантри/блюграсс-музыканты Элисон Краусс и Эммилу Харрис, джазовые Ричард Фрайселл и Кассандра Уилсон, а также The Band, Рай Кудер, Джони Митчелл, Бонни Рэйтт, Джей Джей Кейл и прочие[2]. Данная группа более размыта и менее канонична; по аналогии с их легендарными предшественниками, такие артисты как правило не являются «суперзвездами»[11].

Как отмечает медиавед Рой Шукер, сам термин roots в этом контексте строится вокруг идеи о том, что звучание и стиль той или иной музыки в дальнейшем должны сохранять сходство с её оригинальными образцами. Однако принятие подобного подхода, по мнению исследователя, может ставить под вопрос право «традиционных» артистов применять высокотехнологичные инструменты и оборудование.
Согласно музыковеду Биллу Малоуну, концепция roots music — это попытка альтернативной категоризации музыки и преодоления жанровых ярлыков, унаследованных индустрией ещё с 1920-х годов. При этом сам эпитет roots несёт выраженное противопоставление этой музыки коммерческим мейнстримовым разновидностям, для чего в английском языке могут использоваться конструкции вроде roots country, roots blues, roots rock, roots reggae, roots gospel и тому подобные. В то же время они подчеркивают, что артисты неравнодушны к истории этой музыки и стремятся поддерживать с ней связь. Термин roots music часто употребляется прессой в контексте таких жанров как альт-кантри и американа, чтобы выделить их приверженность аутентичному звучанию. Вторая, согласно Малоуну, в своём отсутствии чётких жанровых границ берёт историческое начало как раз в идее roots music, что и обеспечивает ей концептуальную силу. Музыковед Бенджамин Файлин в свою очередь заключает, что концепт roots music является ретроспективным и характеризует не объективную сущность музыки с точки зрения отражения ей конкретных музыкальных традиций, а лишь феномен её субъективного восприятия слушателем как олицетворяющей те или иные традиции.
Сам термин roots music пришёл из рок-критики. С 1980-х годов он употреблялся как маркетинговый в сфере этнической музыки, в частности, в музыкальных и туристических путеводителях для описания всё той же аутентичности или противопоставления модернизму и глобализации. Активная дискуссия вокруг него в контексте американской музыки развернулась в конце 1990-х годов, а в начале 2000-х её катализатором стали два фильма. Первый — художественный «О, где же ты, Брат?» (2000) Братьев Коэнов, саундтрек для которого был записан такими артистами как Гиллиан Уэлч, Эммилу Харрис, Элисон Краусс и Ральф Стэнли и разошёлся тиражом более 7 млн копий, породив массовый интерес к соответствующей музыке. Вторым стал снятый при поддержке Смитсоновского института, Зала славы и музея кантри и Национального фонда искусств документальный сериал American Roots Music (2001). Обе работы объясняли музыкальные традиции США мейнстримовой аудитории — прежде всего рок- и поп-слушателю. С этой же целью термин roots music взяли на вооружение профессионалы масс-медиа. В 2009 году в рамках премии «Грэмми» появилась новая область — American Roots Music (в неё вошли награды за лучшие альбомы в жанрах американа, блюграсс, блюз (традиционный и современный), фолк (традиционный и современный), гавайской музыки, музыки коренных американцев, зайдеко и каджун), а Музыкальный колледж Беркли запустил отдельный учебный курс с тем же названием.
Музыковед Джефф Тодд Титон отдельно подчеркивает, что категорию roots music следует отделять от народной музыки. Последняя ассоциировалась в сельскими регионами, отражала повседневный быт, проблемы и культуру конкретных общин, представители которых не делили её на жанры, называя обычно просто «наша музыка» и оттачивали свои исполнительские навыки в кругу семьи и соседей. Музыка, лежащая в основе roots-концепта, оформилась в городах, её исполнители являлись частью коммерческой индустрии звукозаписи, с 1920-х годов разносившей локальную музыку по стране, и зачастую уже имели хорошее представление о жанрах и стилях, зарабатывали музыкой на жизнь, осознавая себя частью не конкретной общины, но общих музыкальных традиций США, и были неплохо образованы, особенно к концу XX века. Осознание себя как носителя и распространителя традиций, согласно Титону, — важный элемент идентичности roots-музыкантов.
В этой же связи Файлин поясняет, что топ-менеджеры рекорд-индустрии, продюсеры, фолклористы, радиоведущие и публицисты в первой половине XX века играли роль посредников между народной и популярной культурой. Они не просто находили и продвигали народных музыкантов, но попутно просеивали, трактовали и видоизменяли их музыку. Например, продюсер Ральф Пир старался придать хиллбилли-исполнителю Джимми Роджерсу поп-звучание, а также мотивировал его и других своих подопечных писать собственные песни. Так индустрия и медиа формировали представления слушателя о том, какая музыка является подлинной и составляет настоящие музыкальные традиции США. На самом же деле, считает Файлин, массовая аудитория так никогда и не услышала подлинную народную музыку. Тем не менее, эти ранние артисты и жанры стали для широкой публики символом аутентичности и образовали канон — roots music.